# Maastrichts volkslied
Het Maastrichts volkslied is het officiële volkslied van de stad Maastricht. Het lied werd in 1910 geschreven door Alfons Olterdissen op muziek van zijn broer Guus Olterdissen, voor het slotkoor van zijn komische opera Trijn de Begijn. De melodie van het volkslied vertoont sterke overeenkomsten met het stuk "Pe al nostru steag e scris Unire" van de Roemeense componist Ciprian Porumbescu, maar het staat niet vast of Olterdissen het Roemeense stuk kende toen hij de opera componeerde. Het huidig volkslied van Albanië is zeker wel op het Roemeense stuk gebaseerd en vertoont dus gelijkenissen met het Maastrichts volkslied. In 2002 werd het door de gemeente Maastricht officieel erkend als volkslied. Bij officiële gelegenheden zingt men het eerste en vierde couplet.
Voor aanvang van een thuiswedstrijd van de voetbalclub MVV Maastricht wordt sinds enkele jaren ook het volkslied live gezongen.

## Kenmerken
Het volkslied is geschreven in het Maastrichts, een variant van het Limburgs. Het feit dat het volkslied al uit het begin van de 20e eeuw dateert, maakt dat het dialect dat hier wordt gebezigd op veel punten inmiddels verouderd is. Zo is in het Maastrichts het woord doe, voor jij, tegenwoordig zo goed als altijd diech (wat eigenlijk de voorwerpssvorm van de tweede persoon is). Ook zijn bepaalde woorden in de loop der jaren meer "verlimburgst", aangezien het Maastrichts van oudsher ten opzichte van andere Zuid-Limburgse dialecten aanzienlijk meer woorden uit het Nederlands kende. 
Het opvallendste voorbeeld is het woordje naor in de tekst, dat tegenwoordig als verouderd of vernederlandisering wordt gezien. Tegenwoordig wordt voor naar alleen maar nao, dus zonder de slot-r, goedgekeurd, zoals dat voor de meeste Limburgse dialecten en het Algemeen Geschreven Limburgs geldt.

## Tekst
| Mestreechs volksleed (officiële Maastrichtse spelling) | Nederlandse vertaling |
| --- | --- |
| I Jao, diech höbs us aon 't hart gelege Mestreech door alle iewe heer. Veer bleve diech altied genege en deilde dreufheid en plezeer. Veer huurde nao dien aw histories te peerd op grampeer ziene sjoet. Eus ouge bloonke bij dien glories of perelde bij diene noed. II En dee van diech 't sjoens welt prijze in taol, die al wie zinge klink dat dee op nui Mestreechter wijze zien aajd Mestreech mèt us bezingk. Me zóng vaan diech ten alle tije, eus moojers zónge bij de weeg en voolte veer us rech tevreie daan zóng ze e leedsje vaan Mestreech. III Doe, blom vaan Nederlands landouwe Gegreujd op 't graaf vaan Sintervaos bis weerdeg dobbel te besjouwe gespiegeld in de blaanke Maos. 'n Staar, de witste oet de klaore, besjijnt diech met haör straole zach en um diech zuver te bewaore 'nen ingel hèlt bij diech de wach. IV Wie dèks woorste neet priesgegeve mèh heels dien kroen toch opgeriech en ongeknak biste gebleve door euze band vaan trouw aon diech. Daorum de hand us touwgestoke 't oug geriech op 't stareleech en weurt dat oug daan ins gebroke daan beit veur us 't aajd Mestreech. | I Ja, jij bent ons aan het hart gelegen Maastricht, door alle eeuwen heen. Wij bleven jou altijd genegen en deelden droefheid en plezier. We luisterden naar jouw oude geschiedenis Al paardje rijdend op schoot bij opa. Onze ogen blonken bij jouw glories Of traanden bij jouw nood. II En wie van jou het moois wil prijzen in de taal die als zingen klinkt dat die op de nieuwe Maastrichtse wijze zijn oude Maastricht met ons bezingt. Men zong van jou in alle tijden, onze moeders zongen bij de wieg en voelden wij ons echt tevreden dan zong ze een liedje van Maastricht. III Jij, bloem van Nederlands wei Gegroeid op het graf van Sint Servaas bent het waard om dubbel te beschouwen gespiegeld in de blanke Maas. Een ster, de witste uit de heldersten, beschijnt jou met haar stralen zacht en om jou zuiver te houden houdt een engel bij jou de wacht. IV Hoe vaak werd je niet prijsgegeven maar hield je kroon toch opgericht en ongeknakt ben je gebleven door onze band van trouw aan jou. Daarom ons de hand toegereikt het oog gericht op het sterrenlicht en wordt dat oog dan ooit gebroken dan bidt voor ons het oude Maastricht. |